# Giorgina
Giorgina, de son vrai nom Tzortzina Karahaliou (grec moderne : Τζωρτζίνα Καραχάλιου), est une chanteuse grecque.
Originaire d'Athènes, elle nait dans une famille de musiciens, sa mère Tammy ayant eu une carrière remarquée de chanteuse dans les années 1960 et 1970, et son père Nikos Karahalios est bassiste.
Après avoir terminé ses études, elle entre au conservatoire Philippos Nakas et décroche une bourse au Berklee College Of Music. 
Elle va se produire surtout sur des scènes ou encore des boîtes de nuits et collabore avec Sákis Rouvás notamment.
Elle est retenue, avec le DJ Alex Leon, parmi les finalistes (en) pour représenter la Grèce au Concours Eurovision de la chanson 2013 mais ne parviennent pas à se faire élire par le jury de professionnels et le public.
Après une brève apparition en 2011 dans Greek Idol (en), elle fait partie en 2014 des concurrents de la première saison (en) du télé-crochet d'ANT1 The Voice of Greece, dans l'équipe du « coach » Antonis Remos. Elle parvient à se maintenir jusqu'au 4e live.